# روبن كراتشفيلد
روبن كراتشفيلد (بالإنجليزية: Robin Crutchfield)‏ هو موسيقي أمريكي، ولد في 8 سبتمبر 1952 في دايتون في الولايات المتحدة.

## وصلات خارجية
- الموقع الرسمي
- روبن كراتشفيلد على موقع ميوزك برينز (الإنجليزية)
- روبن كراتشفيلد على موقع ديسكوغز (الإنجليزية)